# Minsk Arena Cup de 2017
Minsk Arena Cup de 2017 foi o quarto evento do Grand Prix Júnior de 2017–18 e a quarta vez que a Bielorrússia sediou o Grand Prix ISU Júnior. A competição foi disputada entre os dias 20 de setembro e 23 de setembro, na cidade de Minsk, Bielorrússia. Os patinadores ganham pontos para se qualificar para a final do Grand Prix Júnior de 2017–18.

## Eventos
- Individual masculino
- Individual feminino
- Duplas
- Dança no gelo

## Medalhistas
| Evento                        | Ouro                                                      | Prata                                         | Bronze                                         |
| Individual masculino detalhes | Alexey Erokhov · Rússia                                   | Andrew Torgashev · Estados Unidos             | Igor Efimchuk · Rússia                         |
| Individual feminino detalhes  | Alexandra Trusova · Rússia                                | Nana Araki · Japão                            | Stanislava Konstantinova · Rússia              |
| Duplas detalhes               | Daria Pavliuchenko · Denis Khodykin · Rússia              | Anastasia Poluianova · Dmitry Sopot · Rússia  | Apollinariia Panfilova · Dmitry Rylov · Rússia |
| Dança no gelo detalhes        | Christina Carreira · Anthony Ponomarenko · Estados Unidos | Anastasia Skoptcova · Kirill Aleshin · Rússia | Arina Ushakova · Maxim Nekrasov · Rússia       |

## Resultados

### Individual masculino
| Pos.              | Nome               | Nacionalidade    | Pontos | PC         | PL         |
| ----------------- | ------------------ | ---------------- | ------ | ---------- | ---------- |
| Medalha de ouro   | Alexey Erokhov     | Rússia           | 232.79 | 77.52 (1)  | 155.27 (1) |
| Medalha de prata  | Andrew Torgashev   | Estados Unidos   | 212.71 | 74.34 (3)  | 138.37 (2) |
| Medalha de bronze | Igor Jefimchuk     | Rússia           | 195.63 | 76.10 (2)  | 119.53 (4) |
| 4                 | Irakli Maysuradze  | Geórgia          | 185.26 | 66.67 (4)  | 118.59 (6) |
| 5                 | Tatsuya Tsuboi     | Japão            | 185.19 | 66.49 (5)  | 118.70 (5) |
| 6                 | Jiří Bělohradský   | República Tcheca | 184.17 | 63.56 (6)  | 120.61 (3) |
| 7                 | Fang Shuai         | China            | 180.10 | 61.70 (7)  | 118.40 (7) |
| 8                 | Gabriel Folkesson  | Suécia           | 165.00 | 54.99 (12) | 110.01 (8) |
| 9                 | Lee Si-hyeong      | Coreia do Sul    | 157.31 | 60.64 (8)  | 96.67 (10) |
| 10                | Larry Loupolover   | Azerbaijão       | 154.04 | 49.42 (14) | 104.62 (9) |
| 11                | Julian Donica      | França           | 153.22 | 59.20 (9)  | 94.02 (11) |
| 12                | Yakau Zenko        | Bielorrússia     | 150.37 | 57.80 (10) | 92.57 (13) |
| 13                | Nicholas Hsieh     | Estados Unidos   | 146.58 | 55.10 (11) | 91.48 (15) |
| 14                | Yan Tkalich        | Ucrânia          | 142.13 | 48.30 (15) | 93.83 (12) |
| 15                | Mihhail Selevko    | Estônia          | 135.31 | 51.73 (13) | 83.58 (17) |
| 16                | Ryszard Gurtler    | Polônia          | 132.00 | 40.36 (19) | 91.64 (14) |
| 17                | James Min          | Austrália        | 131.05 | 42.92 (16) | 88.13 (16) |
| 18                | Vassil Dimitrov    | Bulgária         | 124.32 | 41.74 (17) | 82.58 (18) |
| 19                | Daniels Roschiks   | Letônia          | 120.16 | 41.17 (18) | 78.99 (19) |
| 20                | Mikalai Kazlou     | Bielorrússia     | 114.52 | 40.17 (20) | 74.35 (20) |
| 21                | Nikolaj Pedersen   | Dinamarca        | 112.17 | 38.50 (21) | 73.67 (21) |
| 22                | Azizmurod Shabazov | Uzbequistão      | 97.07  | 31.33 (22) | 65.74 (23) |
| 23                | Alp Eren Özkan     | Turquia          | 96.30  | 30.41 (23) | 65.89 (22) |
| 24                | Che Yu Yeh         | Taipei Chinesa   | 71.66  | 22.21 (24) | 49.45 (24) |
| WD                | Rakhat Bralin      | Cazaquistão      | —      | — (WD)     |            |

### Individual feminino
| Pos.              | Nome                      | Nacionalidade    | Pontos | PC         | PL         |
| ----------------- | ------------------------- | ---------------- | ------ | ---------- | ---------- |
| Medalha de ouro   | Alexandra Trusova         | Rússia           | 196.32 | 69.72 (1)  | 126.60 (1) |
| Medalha de prata  | Nana Araki                | Japão            | 183.00 | 62.98 (2)  | 120.02 (3) |
| Medalha de bronze | Stanislava Konstantinova  | Rússia           | 181.98 | 59.85 (3)  | 122.13 (2) |
| 4                 | Kim Ye-lim                | Coreia do Sul    | 163.49 | 56.79 (5)  | 106.70 (5) |
| 5                 | Riko Takino               | Japão            | 162.86 | 54.96 (6)  | 107.90 (4) |
| 6                 | Tessa Hong                | Estados Unidos   | 149.14 | 59.61 (4)  | 89.53 (7)  |
| 7                 | Lucrecia Beccari          | Itália           | 136.64 | 43.17 (13) | 93.47 (6)  |
| 8                 | Sofiia Nesterova          | Ucrânia          | 136.03 | 49.40 (7)  | 86.63 (9)  |
| 9                 | Selma Ihr                 | Suécia           | 134.64 | 48.20 (9)  | 86.44 (10) |
| 10                | Kristina Shkuleta-Gromova | Estônia          | 132.51 | 49.14 (8)  | 83.37 (13) |
| 11                | To Ji-hun                 | Coreia do Sul    | 131.92 | 44.21 (10) | 87.71 (8)  |
| 12                | Morgan Flood              | Azerbaijão       | 125.54 | 41.38 (15) | 84.16 (12) |
| 13                | Alexandra Feigin          | Bulgária         | 124.32 | 39.90 (18) | 84.42 (11) |
| 14                | Ann-Christin Marold       | Alemanha         | 124.01 | 43.26 (12) | 80.75 (14) |
| 15                | Linnea Ceder              | Finlândia        | 119.54 | 43.81 (11) | 75.73 (16) |
| 16                | Dahyun Ko                 | República Tcheca | 116.64 | 40.74 (17) | 75.90 (15) |
| 17                | Oliwia Rzepiel            | Polônia          | 116.51 | 41.27 (16) | 75.24 (17) |
| 18                | Elizabete Jubkane         | Letônia          | 112.30 | 37.14 (20) | 75.16 (18) |
| 19                | Alana Toktarova           | Cazaquistão      | 107.29 | 42.53 (14) | 64.76 (22) |
| 20                | Lizaveta Malinovskaya     | Bielorrússia     | 106.67 | 34.51 (23) | 72.16 (19) |
| 21                | Zhang Yixuan              | China            | 103.18 | 37.34 (19) | 65.84 (21) |
| 22                | Genevieve Somerville      | Grã-Bretanha     | 100.76 | 32.61 (24) | 68.15 (20) |
| 23                | Aliaksandra Chepeleva     | Bielorrússia     | 97.79  | 34.81 (22) | 62.98 (24) |
| 24                | Ekin Saygi                | Turquia          | 95.03  | 36.28 (21) | 58.75 (26) |
| 25                | Paulina Ramanauskaite     | Lituânia         | 93.97  | 30.34 (27) | 63.63 (23) |
| 26                | Cheuk Ka Kahlen Cheung    | Hong Kong        | 90.12  | 29.90 (28) | 60.22 (25) |
| 27                | Florencia Calderon        | México           | 88.88  | 31.30 (26) | 57.58 (27) |
| 28                | Anna Ivancenco            | Moldávia         | 86.08  | 29.54 (29) | 56.54 (28) |
| 29                | Hanna Paroshyna           | Bielorrússia     | 84.20  | 29.53 (30) | 54.67 (29) |
| 30                | Lucy Yun                  | Austrália        | 80.61  | 32.40 (25) | 48.21 (33) |
| 31                | Mariami Meshveliani       | Geórgia          | 78.86  | 27.46 (32) | 51.40 (30) |
| 32                | Alyona Mezentseva         | Uzbequistão      | 74.86  | 25.28 (33) | 49.58 (32) |
| 33                | Varvara Petrova           | Quirguistão      | 73.55  | 23.11 (34) | 50.44 (31) |
| WD                | Josephine Kærsgaard       | Dinamarca        | —      | 28.84 (31) | — (WD)     |

### Duplas
| Pos.              | Nome                                       | Nacionalidade  | Pontos | PC         | PL         |
| ----------------- | ------------------------------------------ | -------------- | ------ | ---------- | ---------- |
| Medalha de ouro   | Daria Pavliuchenko / Denis Khodykin        | Rússia         | 166.24 | 56.29 (2)  | 109.95 (1) |
| Medalha de prata  | Anastasia Poluianova / Dmitri Sopot        | Rússia         | 162.14 | 56.37 (1)  | 105.77 (2) |
| Medalha de bronze | Apollinariia Panfilova / Dmitry Rylov      | Rússia         | 150.21 | 52.58 (5)  | 97.63 (3)  |
| 4                 | Tang Feiyao / Yang Yongchao                | China          | 147.67 | 54.00 (3)  | 93.67 (4)  |
| 5                 | Audrey Lu / Misha Mitrofanov               | Estados Unidos | 132.13 | 52.94 (4)  | 79.19 (6)  |
| 6                 | Chloe Panetta / Steven Lapointe            | Canadá         | 123.30 | 42.62 (10) | 80.68 (5)  |
| 7                 | Elizabeth Vasilevna Kopmar / Jonah Barrett | Estados Unidos | 123.02 | 43.84 (7)  | 79.18 (7)  |
| 8                 | Lori-Ann Matte / Thierry Ferland           | Canadá         | 122.08 | 45.69 (6)  | 76.39 (8)  |
| 9                 | Irma Caldara / Edoardo Caputo              | Itália         | 119.57 | 43.45 (8)  | 76.12 (9)  |
| 10                | Talisa Thomalla / Robert Kunkel            | Alemanha       | 117.75 | 43.33 (9)  | 74.42 (10) |
| 11                | Anastasiia Smirnova / Artem Darenskiy      | Ucrânia        | 110.55 | 40.50 (11) | 70.05 (11) |

### Dança no gelo
| Pos.              | Nome                                       | Nacionalidade    | Pontos | DC         | DL         |
| ----------------- | ------------------------------------------ | ---------------- | ------ | ---------- | ---------- |
| Medalha de ouro   | Christina Carreira / Anthony Ponomarenko   | Estados Unidos   | 150.05 | 63.77 (1)  | 86.28 (1)  |
| Medalha de prata  | Anastasia Skoptcova / Kirill Aleshin       | Rússia           | 143.64 | 61.71 (2)  | 81.93 (3)  |
| Medalha de bronze | Arina Ushakova / Maxim Nekrasov            | Rússia           | 142.94 | 59.62 (3)  | 83.32 (2)  |
| 4                 | Ashlynne Stairs / Lee Royer                | Canadá           | 126.97 | 55.58 (4)  | 71.39 (4)  |
| 5                 | Avonley Nguyen / Vadym Kolesnyk            | Estados Unidos   | 114.89 | 50.37 (5)  | 64.52 (6)  |
| 6                 | Darya Popova / Volodymyr Buelikov          | Ucrânia          | 114.70 | 46.84 (6)  | 67.86 (5)  |
| 7                 | Emiliya Kalehanova / Uladzislav Palkhouski | Bielorrússia     | 108.87 | 44.77 (8)  | 64.10 (7)  |
| 8                 | Julia Wagret / Mathieu Couyras             | França           | 107.81 | 45.94 (7)  | 61.87 (8)  |
| 9                 | Guo Yuzhu / Zhao Pengkun                   | China            | 100.62 | 40.31 (11) | 60.31 (10) |
| 10                | Sasha Fear / George Waddell                | Reino Unido      | 98.82  | 40.81 (10) | 58.01 (11) |
| 11                | Gaukhar Nauruzova / Boisangur Datiev       | Cazaquistão      | 96.06  | 35.67 (12) | 60.39 (9)  |
| 12                | Nina Mizuki / Veniamins Volskis            | Canadá           | 94.96  | 41.56 (9)  | 53.40 (12) |
| 13                | Karina Sidarenka / Maksim Yalenich         | Bielorrússia     | 78.09  | 35.34 (13) | 42.75 (13) |
| 14                | Lucy Burton / Thomas Ingall                | República Tcheca | 67.77  | 31.83 (14) | 35.94 (14) |

## Quadro de medalhas
| Ordem | País           | Medalha de ouro | Medalha de prata | Medalha de bronze |    | Ordem por total |
| ----- | -------------- | --------------- | ---------------- | ----------------- | -- | --------------- |
| 1     | Rússia         | 3               | 2                | 4                 | 10 | 1               |
| 2     | Estados Unidos | 1               | 1                |                   | 2  | 2               |
| 3     | Japão          |                 | 1                |                   | 1  | 3               |
| TOTAL | TOTAL          | 4               | 4                | 4                 | 12 | —               |